# Antiphrisson fossilis
Antiphrisson fossilis là một loài ruồi trong họ Asilidae. Antiphrisson fossilis được Lehr miêu tả năm 1986. Loài này phân bố ở vùng Cổ Bắc giới.